# Dalit

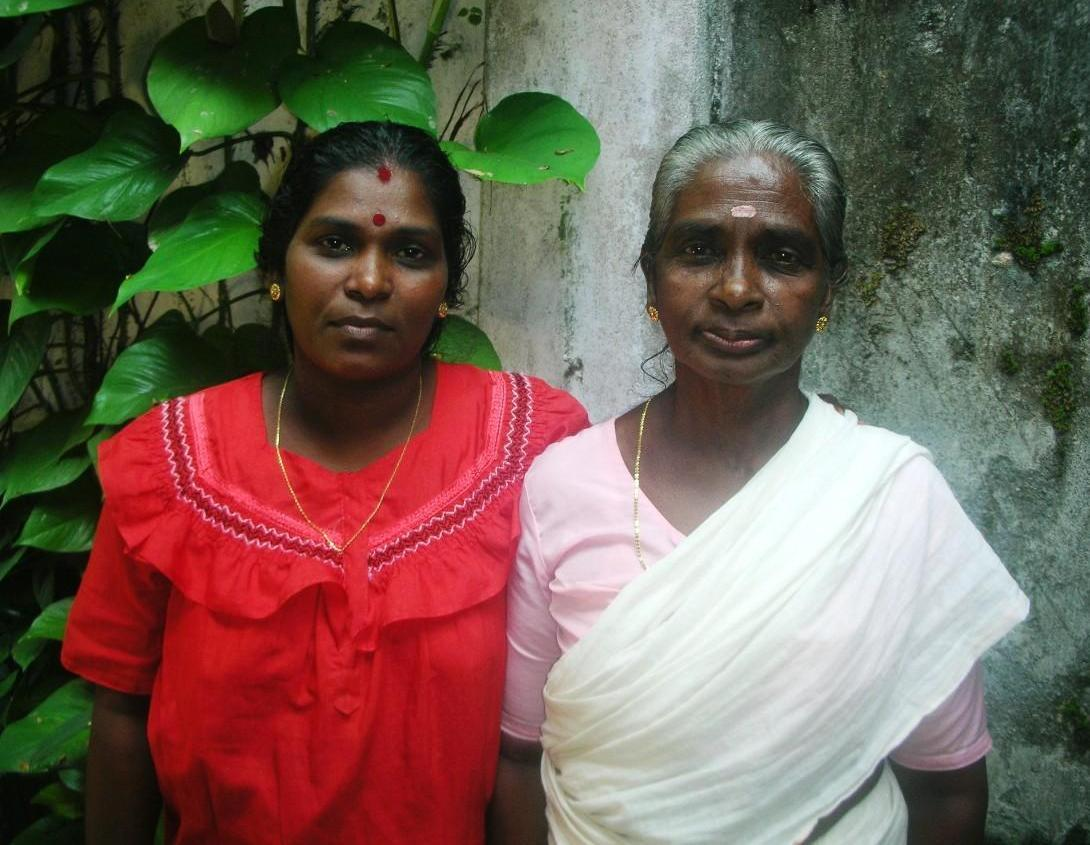
Mutter und Tochter aus der Pulaya-Kaste in Kerala

Dalit (die Unterdrückten) ist seit Ambedkar die Bezeichnung der untersten sozialen Schichten Indiens ohne Rücksicht auf ihre Kaste und umfasst Unberührbare und Kastenlose (Chandalas).
Unberührbare bedeutet dass ihre Berührung die rituelle (und oftmals auch physische) Reinheit beeinträchtigt. Der Begriff Kastenlose ist unpräzise, weil die Unberührbaren durchaus einer Berufs-Kaste (Jati) angehören konnten, wenn auch keiner Geburts-Kaste (Varna). In der westlichen Welt werden sie auch Parias genannt.
Gandhi nannte sie Harijan („Kinder Gottes“, wörtlich: „Hari-Geborene“). Die Bezeichnung hat Ambedkar abgelehnt, weil sie nicht unmündige Kinder, sondern gleichberechtigte Erwachsene sein sollten. Indische Behörden nennen sie offiziell Scheduled Castes.

## Etymologie
Der Begriff „Dalit“ entwickelte sich aus dem Sanskritwort दल्, dal, das mit „zerbrochen“, „zerrissen“, „zerdrückt“, „vertrieben“, „niedergetreten“, „zerstört“ und „der Zur-Schau-Gestellte“ übersetzt wird. Erstmals wurde dieser von Jyotirao Phule, dem Vater der indischen Sozialrevolution, im späten 19. Jahrhundert verwendet. Er hatte sich auf Sanskritschriften bezogen, um ein Wort zu finden, das die unterprivilegierten Teile der Gesellschaft, die Opfer des Kastensystems, angemessen beschreibt.

## Soziale Lage
Die Zahl der hinduistischen Dalits wird auf über 160 Millionen geschätzt, zusammen mit den Muslimen, Buddhisten und Christen in Indien ergeben sich aus Sicht derer, die einen fundamentalen Hinduismus vertreten, ca. 240 Millionen Unberührbare und damit fast ein Fünftel der indischen Bevölkerung. Obwohl die Rechte der Dalits durch die indische Verfassung von 1950 offiziell gestärkt wurden (Diskriminierung wurde verboten und das Kastensystem offiziell abgeschafft) gehört die Diskriminierung, wirtschaftliche Ausbeutung, teilweise auch Verfolgung und Gewalt durch andere Kasten-Inder immer noch zu ihrem Alltag. Besonders in ländlichen Gegenden ist diese Form des Rassismus und der Sklaverei bis heute Realität. Dies kann so weit gehen, dass man selbst die Berührung mit ihrem Schatten meidet. Immer wieder werden sie Opfer von Gewalt und Landraub. Zwischen den Jahren 2011 und 2016 zählte die indische Kriminalitätsstatistik rund 193.000 Verbrechen an den Dalit. Dies entsprach einem sechs- bis achtfachen Anstieg der Verbrechen gegen Dalits im Vergleich zu den Jahren davor. Eine Kalkulierung der Dunkelziffer fand bei der Erhebung nicht statt.
Um die Situation der Dalit zu verbessern, wurde eine Quote eingeführt, die den Dalits ungehinderten Zugang zu Bildung und Universitäten in Indien ermöglichen sollte. Jedoch führte die Quote landesweit zunächst vermehrt zu weiterer Gewalt von anderen Indern, die sich durch die Quote benachteiligt fühlten.
1995 wurde mit Mayawati erstmals eine Dalit zur Ministerpräsidentin eines Teilstaats (Uttar Pradesh) gewählt. 1997 wurde mit K. R. Narayanan erstmals ein Dalit zum indischen Staatspräsidenten gewählt. Auch er ergriff Initiativen zur Abschaffung der Kastendiskriminierung. Bei der Präsidentschaftswahl in Indien 2017 hatten erstmals alle (zwei) Kandidaten eine Dalit-Abstammung.

## Kontextualisierung in kolonialer und post-kolonialer Zeit
Im Rahmen der britischen Kolonialherrschaft im 19. Jahrhundert entwickelte sich unter anderem eine südasiatische Geschichtsschreibung, davon ausgehend, dass vor vielen Jahrhunderten die „Arier“ sich als einwanderndes Volk über die einheimischen „Draviden“ erhoben hätten. Da diese kolonialistische Theoriebildung, wie häufig beobachtet, nicht nur durch die Kolonialisierenden, sondern auch durch die Kolonialisierten rezipiert wurde, entstand ein politischer Diskurs, der über den Kolonialismus hinaus bis in die Gegenwart bedeutsam ist. Dies kann beispielsweise in wissenschaftlichen Kontroversen zu diesem Thema beobachtet werden, die von der Verneinung einer arischen Einwanderung bis zur Behauptung eines indigenen Hinduismus reichen. Offensichtlich ist jedoch, dass die Einwanderungsthese, gepaart mit der Installierung des Kastensystems, den britischen Kolonialherren wie den indischen Eliten dienlich war. Denn „Ariersein“ und die Zugehörigkeit zu einer der oberen drei Kasten wurden gleichgesetzt. Damit gelang der Kontakt und die Zusammenarbeit zwischen Briten und Indern, die ja schließlich derselben „Rasse“ angehörten, leichter. Darüber hinaus konnte die gegenwärtige politische und soziale Ungerechtigkeit, unter der die Shudras und Kastenlosen leiden mussten, historisch gedeutet werden.
Einer der ersten, der sich für eine Umkehrung der oben beschriebenen Einwanderungsthese einsetzte, war Jyotirao Phule (1827–1890). Er machte sich durch die Errichtung von Schulen und Waisenhäusern verdient, setzte sich für eine verbesserte Frauenbildung ein und engagierte sich gegen soziale und politische Diskriminierung aufgrund von Kasten. Er stand für eine nicht-brahmanische und anti-brahmanische Politik.
Eine Reihe von politischen Parteien entstanden, welche die dravidische Bewegung im Allgemeinen, wie die South Indian Liberal Foundation (oder Justice Party) oder die Dravida Munnetra Kazhagam, vertreten. Durch die abgelehnte, aber weiter fortschreitende Kastendiskriminierung der Dalits trotz Industrialisierung und Urbanisierung entstanden die religiösen Bewegungen der Adi Hindu. In Panjab entstand die vergleichbare Organisation der Ad Dharm.

## Befreiungsbestrebungen
Der Befreiungsversuch durch Konversion zum Buddhismus, der in Teilen der Dalit-Bewegung Anwendung fand, taucht erstmals im Zusammenhang von C. Iyothee Thass (1845–1914) auf. Durch den zunehmenden Einfluss der brahmanischen Eliten auf die Kolonialherren waren für Angehörige der Paraiyar-Mittelklasse wie Thass die gesellschaftlichen Aufstiegschancen enorm eingeschränkt. Er konvertierte daher mit zahlreichen Gleichgesinnten zum Buddhismus. In der These, dass Paraiyar in der Vergangenheit Buddhisten gewesen seien, fand er seine Begründung.

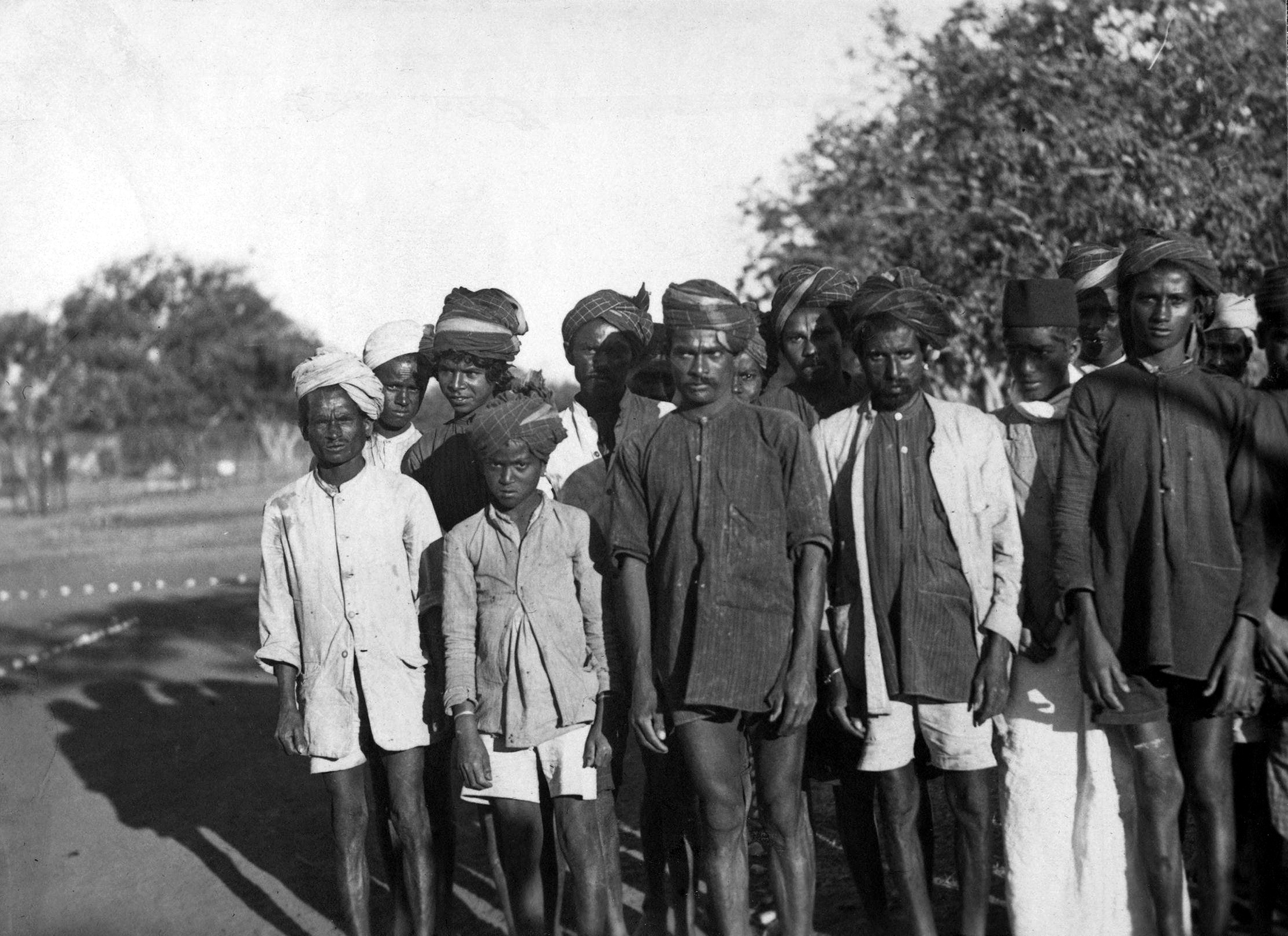
Gruppe von „Unberührbaren“ in Bengaluru, Anfang 20. Jahrhundert

Die Verfassung der Republik Indien (Bharat) von 1949 verbietet jede Diskriminierung aufgrund von Kasten. Sie wollte damit jede Form der „Unberührbarkeit“ von Anfang an ausschließen und die Menschenrechte und demokratischen Freiheiten auch für Dalits garantieren. In der Praxis haben die von der indischen Regierung eingeleiteten Schritte zur Überwindung der Ausgrenzung der Dalits allerdings nicht die erhofften Erfolge gezeigt.
Aus Enttäuschung darüber kam B. R. Ambedkar (1891–1956), für seine Anhänger Babasaheb, der sich als Anwalt, Politiker und Pädagoge für eine Abschaffung der Kasten einsetzte und ein wichtiger Sprecher der Dalits war, zur Überzeugung, dass nur eine Abkehr vom hinduistischen System den Dalits einen Weg zur gesellschaftlichen Emanzipation öffnen könnte. Allerdings sprach er nie von „Dalits“, sondern von sozial benachteiligten oder unterdrückten Kasten.
Die Diskriminierung wurde durch hinduistische Gläubige, die ihr religiöses System auf den heiligen Schriften, wie den Veden, Upanishaden oder der Bhagavad Gita, begründen, praktiziert. Unter den Religionen, die die Gleichheit aller Menschen zur Grundlage haben und somit dem System der Kasten ablehnend gegenüberstehen, erschien Ambedkar schließlich der Buddhismus am geeignetsten. So initiierte Ambedkar 1956 eine Massenkonversion von Dalits zu einer von ihm selbst entwickelten und politischen Form des Buddhismus. Auch die indischen Christen rekrutieren sich zu einem hohen Anteil aus Dalits. Allerdings sehen heute viele keine Lösung ihrer Probleme in einer Konversion, da sie auch in anderen Religionsgemeinschaften auf dieselben tradierten Vorurteile treffen. Aber auch im Oktober 2006, zum 50. Jahrestag der großen Konversion, traten wieder Tausende der Benachteiligten zum Buddhismus und zum Christentum über, zum Teil in gemeinsamen Zeremonien.
Der katholische Bischof Selvister Ponnumuthan gehört derzeit zu den prominentesten Streitern für die Rechte der Dalits in Indien. In diesem Zusammenhang leitet er eine spezielle Kommission der katholischen Bischofskonferenz von Kerala. Die Mehrheit seiner Diözesanen zählt zu den Dalits. Bei einem Übertritt vom Hinduismus zum Christentum oder Islam verlieren sie offiziell – aber nicht im Alltagsleben – ihre Kastenzugehörigkeit und somit bei gleichbleibend niedrigem Gesellschaftsstatus jegliche staatliche Unterstützung, was ebenfalls ein von Bischof Ponnumuthan angeprangerter Missstand ist.
Eine spezielle Form der Emanzipation war die Umwidmung der traditionellen Selbstverwaltungsorgane der Kaste in politische bzw. gewerkschaftliche Strukturen. Ein Fallbeispiel sind etwa die Dhobi, die Wäscher von Benares, denen seit den 1980er Jahren eine politische Selbstorganisation aufgrund ihrer traditionellen Kastenräte gelang. Die Räte dienen nun als Organ zur Vertretung kollektiver Interessen, insbesondere zur Unterstützung der Forderung nach Einrichtung öffentlicher Waschplätze zur Ausübung ihres Berufs. Die Dhobi sind insofern ein Sonderfall, weil hier die Mehrheit der Mitglieder noch im traditionellen Wäschereigewerbe arbeiten.

## Kancha Ilaiahs Kritik am Hinduismus
Durch die von Kancha Ilaiah in seinem 1996 veröffentlichten Werk Why I am not a Hindu angestoßene Kritik an Philosophie, Kultur und politischer Ökonomie der Hindutva-Bewegung wird das Spannungsfeld von Hinduismus und Dalit-Bewegung aus der Perspektive der Kaste beleuchtet. Kancha Ilaiah, der aus Südindien stammt, wuchs in der ersten postkolonialen Generation Indiens auf. In seinem Werk grenzt er sich ausdrücklich gegen die Idee des Hindutva ab, die jeden Inder, der nicht Muslim, Christ oder Sikh ist, zu einem Hindu erklärt. Er kritisiert nicht nur die negative Frontstellung der Vertreter des Hindutva gegenüber Muslimen, Christen und Sikhs, sondern stellt grundsätzlich in Frage, ob die niedrigen Kasten und die Kastenlosen überhaupt etwas mit Hinduismus oder Hindutva zu tun hätten. „Hindu“ kannte er aus seinen Kindheitstagen weder als Wort noch als Bezeichnung für eine Kultur oder eine Religion. Gängig waren dagegen folgende Gruppenbezeichnungen: „We heard about Turukoollu (Muslims), we heard about Kirastaanapoollu (Christians), we heard about Baapanoollu (Brahmins) and Koomatoollu (Baniyas) spoken of as people who were different from us.“ Die Unterschiede zwischen niedrigen Kasten und Kastenlosen und den beiden letztgenannten Gruppen seien am gravierendsten. Mit Christen und Muslimen gab es Berührungspunkte im alltäglichen Leben; wie z. B. das Fleischessen und das Sichberühren. Kancha Ilaiah vertritt weiterhin die These, dass die Hindu-Kultur, die er als eine partielle und elitäre Hochkastenkultur sieht, für die niedrigen Kasten und Kastenlosen hermetisch geschlossen ist.
Kancha Ilaiah vergleicht die brahmanischen Gottheiten der Hindus und die Gottheiten der Dalits miteinander. Erstere charakterisiert er als Kriegshelden, die das Kastensystem instand halten, androzentrisch sind, nur in Sanskrit ansprechbar und bedürftig der Vermittlung durch Priester. Die Gottheiten der Dalits verkörpern das Gegenteil. Es besteht keine Distanz zwischen den Menschen und den egalitären Göttern. Kulturell sind sie verwurzelt in der Produktion, Bewahrung des Lebens und Zeugung von Nachwuchs.
Darüber hinaus empfindet er die Welten, in denen Dalits und Hindus leben, als sich antagonistisch gegenüberstehende. Eine gewaltvolle, hegemoniale brahmanische Kultur wird für die Unterjochung der Dalits in der Geschichte und der Post-kolonialen Gegenwart verantwortlich gemacht. So war den Dalits keine Entwicklung zur Gleichheit vergönnt. Ihre politischen, ökonomischen und kulturellen Strukturen wurden zerstört. Gerade durch den antikolonialen Kampf und die Unabhängigkeit Indiens im Jahre 1947 seien die höheren Kasten an die Macht gekommen. Der moderne Brahmanismus beansprucht für sich jedoch demokratisch und egalitär zu sein. Aufgrund seiner Auffassung „… Hinduism has never been a humane philosophy. […] The Dalitbahujan castes of India are living evidence of its brutality.“ lehnt Kancha Ilaiah eine ‚Hinduisierung‘ strikt ab.
Hingegen schlägt er eine ‚Dalitisierung‘ vor. Denn wie er die Gottheiten der Dalits und der Hindus gegenüberstellt, charakterisiert er die Kulturen insgesamt. Der Brahmanismus verkörpere demnach beispielsweise den Kapitalismus und das Privateigentum und äußere sich misogyn. Die Dalitkultur sei dagegen antibrahmanisch, gemeinschaftsorientiert, egalitär und demokratisch. Sie wende sich dem Arbeiter zu. Auch ihre Religion sei egalitär und sie habe geschlechtsneutrale Gottheiten.